# Limnogale mergulus
El tenrec palmípedo, o tenrec acuático (Limnogale mergulus) es un mamífero, de la familia Tenrecidae y la única especie de tenrec que subsiste en el medio acuático. Es la única especie del género Limnogale.

## Distribución
Habita al este de la isla de Madagascar en África, especialmente en los alrededores del parque nacional de Ranomafana. Se ubica en los bosques húmedos tropicales y las tierras altas hacia el centro de Madagascar.

## Características
La especie crece entre 25 a 39 cm y pesa entre 40 a 60 gramos. Se alimenta de cangrejos, insectos acuáticos, y cangrejos de río. 

## Conservación
En 2008 fue catalogado en la Lista Roja de la UICN como especie vulnerable VU. Los investigadores han reportado la existencia del tenrec palmípedo en 10 sitios a lo largo de corrientes de agua al oriente de Madagascar. Todavía se conoce muy poco acerca de la especie para determinar en que grado está amenazada.